# Barelias
Barelias ist eine Stadt im Libanon. Sie liegt in der Bekaa-Ebene und hat ungefähr 25.000 Einwohner. Barelias liegt auf einer Höhe von 900 Meter über dem Meeresspiegel 51 Kilometer von Beirut entfernt. Die Fläche beträgt etwa 3500 Hektar, wovon rund 700 Hektar bewohnt sind, der Rest wird landwirtschaftlich genutzt.

## Bedeutung und Aussprache des Namens
Der Name Barelias kann wie andere Städtenamen wie Antelias, Marelias, Qabelias in zwei Worte unterteilt werden: Bar und Elias, was im Arabischen „das Land von Elias“ bedeutet. Im Hocharabischen wird der Name wie im Deutschen geschrieben ausgesprochen. Im libanesischen Dialekt wird der Name als „Barelyes“ ausgesprochen. Eine andere Herleitung des Namens ergibt sich aus dem Aramäischen, das als Lingua Franca des Nahen Ostens viele Ortsnamen prägte. „Bar“ bedeutet insofern „Sohn“, woraus sich die sinngemäße Bedeutung Eliassohn (-söhne) ergibt.

## Geschichte
Es gibt keine Urkunde, die die Errichtung der Stadt bestätigt. Sicher ist aber, dass in Barelias einige Bauernhäuser gab, bevor Elias, der heilige maronitische Missionar, im 14. Jahrhundert die erste Kirche am Ufer des Flusses Litani, baute. Von der Kirche sind keine Ruinen mehr zu finden, da die Osmanen während ihrer Herrschaft diese beseitigten. Außerdem wurde der Flusslauf in den Sechzigerjahren des vergangenen Jahrhunderts maschinell erweitert. Erst unter dem Mandat des osmanischen christlichen Dawud Bascha Ende des 19. Jahrhunderts durfte man in Barelias die Kirche wieder errichten, aber diesmal nicht am Fluss, sondern am Fuße des abgelegenen Hügels (Tall-Barelias, was „der Hügel von Barelias“ bedeutet), der noch als Friedhof genutzt wird.

## Ethnische Gruppen
Im Wahlkreis Middle Bekaa ist Barelias die größte Stadt mit sunnitischen Wahlstimmen, weshalb traditionell ein sunnitischer Abgeordneter aus Barelias gewählt wird. Die Bevölkerung von Barelias bestand bis 1993 zu 95 Prozent aus Muslimen mit sunnitischer Glaubensrichtung und zu fünf Prozent maronitischen Christen. Nach der Einbürgerungswelle von 1993, die vom ermordeten Primärminister Rafik Hariri gefördert wurde, wurden noch andere Gruppen mit unterschiedlichen Glaubensrichtungen eingebürgert, so dass schätzungsweise mehr als 90 Prozent der Bevölkerung in Barelias noch aus Sunniten bestehen. Die Anzahl der Christen ist eher geschrumpft, da diese auswandern.
In Barelias kann die palästinensische Minderheit nicht vernachlässigt werden. In kaum einem anderen Ort Libanons sind die Palästinenser vergleichsweise so integriert wie in Barelias. Sie leben sowohl in der Stadt als auch in einem neu errichteten Stadtteil, nördlich der Stadt. Die palästinensischen Schüler dürfen die normalen Schulen besuchen, wo sie libanesische Schulkameraden haben und umgekehrt. Darüber hinaus gibt es seit den Siebzigerjahren neu entstandene Verwandtschaften zwischen libanesischen Bürgern und Palästinensern.

## Bedeutende Persönlichkeiten
- Assem Araji, Neurologe und sunnitischer Abgeordneter im libanesischen Parlament